# 板橋妙雲宮
25°00′28″N 121°27′42″E / 25.007769°N 121.461610°E
板橋妙雲宮，是位於臺灣新北市板橋區福丘里、臺灣少見以鬼谷子為主祀的廟宇。

## 沿革
妙雲宮主祀的鬼谷子原先在日治時僅奉於家宅供人參拜，後遷址至板橋，至戰後時期才倡議建廟，時期約在1954至1957年間，1958年落成安座。由信徒捐募，在板橋福德埔（今福丘里）購買土地305坪興建，建坪148坪，最初由乩童林玉樹作管理員。
此廟是臺灣少見主祀尊稱「王禪老祖」的鬼谷子廟宇，以農曆三月廿六為誕辰日，過去一度是板橋後埔地區的大廟。後因該處開路後，土地增值，林玉樹於1972年8月將廟產所有權移轉登記為他及兒子林和義所有，旋並擬將廟地出售給某建築商，計畫拆廟興建公寓住宅，被信徒蔡陳賽卿等獲悉，向法院指控該廟祝背信。之後，廟身多年未整修，自主持賴萬枝撒手後，主委未選出，廟務一落千丈。
2005年底，以擲杯方式由謝貴清作主委，以重振香火為目標，展開籌錢計畫。至省議會前議長劉炳偉當選主委後，2007年4月10日成立重建管理委員會，2008年動工。此次重建增奉五路財神、文昌帝君及關聖帝君，初估整體重建經費須花費新台幣兩億多元。
2011年3月26日，舉行龍柱揭幕儀式，新北市長朱立倫、及市議員劉美芳等地方人士參與。2015年農曆十月二十四日入火安座，新廟身為一樓挑高五層樓建築，一樓正殿主祀王禪老祖。三樓財神殿奉祀五路財神，五樓凌霄寶殿則供奉玉皇上帝。
今廟址為板橋區重慶路37號。

## 外部連結
- 板橋妙雲宮官方网站
- 板橋妙雲宮的Facebook專頁
- 板橋妙雲宮的Instagram帳戶
- YouTube上的板橋妙雲宮頻道
- 板橋妙雲宮2023年修改版沿革 （页面存档备份，存于）